# Matthaea philippinensis
Matthaea philippinensis är en tvåhjärtbladig växtart som beskrevs av Janet Russell Perkins. Matthaea philippinensis ingår i släktet Matthaea och familjen Monimiaceae. Inga underarter finns listade i Catalogue of Life.